# Ceraspis squamulifera
Ceraspis squamulifera är en skalbaggsart som beskrevs av Moser 1919. Ceraspis squamulifera ingår i släktet Ceraspis och familjen Melolonthidae. Inga underarter finns listade i Catalogue of Life.